# ديفيد شلبي وولكر
ديفيد شلبي وولكر (بالإنجليزية David Shelby Walker) كان سياسياً أمريكياً، وحاكما لولاية فلوريدا.
ولد ديفيد شلبي وولكر في 2 أيار - مايو من سنة 1815 في ولاي كنتاكي كان وولكر قاض في المحكمة العليا بولاية فلوريدا ما بين عامي 1860 إلى عام 1865 شغل وولكر منصب حاكم على ولاية فلوريدا من عام 1865 إلى عام 1868 توفي ديفيد شلبي وولكر في 20 تموز - يوليو من سنة 1891 في ولاية فلوريدا.